# Sangin (dystrykt)

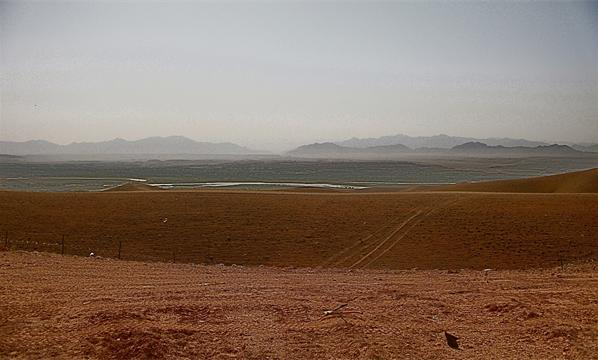
COP Shukvani z widokiem na Sangin, Afganistan

Sangin – dystrykt (powiat) leżący we wschodniej części afgańskiej prowincji Helmand. Zamieszkiwany jest jedynie przez Pasztunów, których populacja w 2005 liczyła 50900 ludzi. Centrum dystryktu to miasto Sangin.
Podczas natowskiej interwencji w Afganistanie dystrykt znajdował się pod kontrolą talibską, jednak po oblężeniu na przełomie 2006 i 2007 przeszedł pod kontrolę afgańską.